# 1408 (filme)
1408 é um filme de 2007 realizado por Mikael Håfström, baseado no conto homônimo de Stephen King. King por sua vez baseou-se nas reportagens do parapsicólogo Christopher Chacon para escrever 1408, devido ao fato de que o mesmo investigou um quarto mal-assombrado no hotel Del Coronado, Califórnia. O filme tem em seu elenco John Cusack, Samuel L. Jackson e Mary McCormack. O orçamento do filme foi estimado em US$ 25 milhões.

## Sinopse
A história gira em torno de um escritor chamado Mike Enslin (John Cusack) especializado em livros sobre casos paranormais. Ele é instigado a se hospedar no quarto 1408 do hotel Dolphin, em Nova York, onde muitos casos sobrenaturais e mortes já ocorreram. Ao chegar lá é alertado pelo gerente, o Sr. Olin (Samuel L. Jackson), para não entrar no quarto. Completamente cético, Enslin insiste e consegue as chaves do quarto, e passa por experiências nunca vistas antes.

## Elenco
| Ator                    | Papel        |
| ----------------------- | ------------ |
| John Cusack             | Mike Enslin  |
| Mary McCormack          | Lily Enslin  |
| Jasmine Jessica Anthony | Katie Enslin |
| Samuel L. Jackson       | Gerald Olin  |
| Tony Shalhoub           | Sam Farrell  |
| Noah Lee Margetts       | Bellboy Noah |
| William Armstrong       | Clay         |
| Len Cariou              | Padre        |
| Emily Harvey            | Secretária   |
| Johann Urb              |              |

## Recepção
No agregador de críticas dos Estados Unidos Rotten Tomatoes, na pontuação onde a equipe do site categoriza as opiniões da grande mídia e da mídia independente apenas como positivas ou negativas, o filme tem um índice de aprovação de 79% calculado com base em 175 comentários dos críticos. Por comparação, com as mesmas opiniões sendo calculadas usando uma média aritmética ponderada, a nota alcançada é 6.90/10 que é seguida do consenso: "Baseando-se em tensão psicológica ao invés de violência aberta e gore, 1408 é um thriller genuinamente assustador com um forte desempenho liderado por John Cusack".
Já no outro agregador também dos Estados Unidos, o Metacritic, que calcula as notas usando somente uma média aritmética ponderada de críticos que escrevem em maioria apenas para a grande mídia, o filme tem 27 avaliações da imprensa anexadas no site e uma pontuação de 64 entre 100, com a indicação de "revisões geralmente favoráveis".